# Mali Dol (Kraljevica)
Pour les articles homonymes, voir Mali Dol.
Mali Dol est une localité de Croatie située dans la municipalité de Kraljevica, dans le comitat de Primorje-Gorski Kotar. En 2001, la localité comptait 199 habitants.

## Démographie
| 1948 | 1953 | 1961 | 1971 | 1981 | 1991 | 2001 |
| ---- | ---- | ---- | ---- | ---- | ---- | ---- |
| 321  | 239  | 263  | 227  | 186  | 200  | 199  |